# Maurizio Ercole
Maurizio Ercole (Belluno, 1972) è un grafico, fumettista, illustratore, saggista e curatore editoriale italiano.

## Biografia
Nel 1988, all'età di 16 anni, inizia a collaborare come vignettista satirico per Il Gazzettino di Venezia. Nel frattempo muove i primi passi nel settore della grafica editoriale, dell'illustrazione e della pittura. Pubblica i suoi primi fumetti su fanzine locali come Il Vaporino, Box-In, Virus e Gargantua. Aderisce al movimento artistico della Mail Art, partecipando a mostre ed iniziative di scambio epistolare tra artisti di tutto il mondo.
Nei primi anni novanta, per l'editore A&M di Bologna (divisione editoriale di Alessandro Distribuzioni), costituisce un gruppo redazionale e crea la rivista Ran interamente dedicata al fumetto e al cinema giapponese, è una delle prime a diffondere in Italia la cultura dei manga (fumetto giapponese) e degli anime (animazione giapponese). Da questa esperienza entrerà in redazione delle testate Mangazine e Zero edite dalla  Granata Press di Bologna, una delle più importanti realtà editoriali del fumetto in Italia negli anni novanta. Parallelamente collabora con la News Market (divisione manga della Play Press di Roma) in qualità di grafico per l'occidentalizzazione delle tavole a fumetti giapponesi delle serie My My My, Gotaman e Virgin.
Nel 1992 si reca in Giappone per approfondire da vicino le tecniche del fumetto, dell'arte e del cinema del Sol Levante. Fa visita agli studi di animazione Toei Company ed è ospite presso il disegnatore Gō Nagai, creatore di Goldrake e Mazinga. Di ritorno in Italia continua dedicarsi alla grafica e al fumetto, anche come autore, i suoi lavori sono pubblicati per lo più nel circuito underground italiano come su Mondo Mongo, Bzz Comix, Snuff, Frigidaire e nel settore della musica come Rasta Snob, Rumore e Bassa Fedeltà.
Verso la metà degli anni novanta è socio della Musa Edizioni (ex Akromedia) di Mestre Venezia e con il fumettista Alberto Corradi scrive due libri sul cinema fantastico giapponese: Godzilla il Re dei Mostri (Musa Edizioni di Mestre Venezia) e Creature d'Oriente (Tarab Edizioni di Firenze). Recentemente ha pubblicato fumetti ed illustrazioni per Becco Giallo Editore, NPE, Antropoide, Lamette, Puck! The Artist e Giunti. I suoi fumetti vengono pubblicati anche all'estero, in Brasile per la rivista Graffiti 76% e negli Stati Uniti per la Raw Comics e la Virus Comix. Per il mercato giapponese ha disegnato l'episodio pilota Lucio's World una serie a fumetti destinata ai più piccoli. 
Nel 2009 cura la grafica del best seller di Claudio Dell'Orso Venezia Sconta edito da Studio LT2.
Attualmente con il gruppo Atomo Vision collabora, sia come fumettista che grafico, con la casa editrice In Your Face Comix, per la rivista Inner Space di cui è art director e altre testate per il circuito librario, tra cui Klinika. In edicola ha ripreso a pubblicare regolarmente per Frigidaire e fa parte dei collaboratori de Il Nuovo Male. Ha realizzato una serie di T-Shirt per l'etichetta tedesca Voodoo Beat ispirata alla fantascienza e ai B-Movie anni cinquanta, un genere stilistico che assieme al fumetto underground, identifica gran parte della sua produzione.
È tra i partecipanti al progetto multimediale Umberto Baccolo's (n)INFOmaniac (raccolto in un libro nel 2018) con molti nomi di spicco del fumetto italiano. Nel 2021, in collaborazione con Massimo Perissinotto (Treviso, 1966), pubblica la graphic novel Fungus! The Island of Terror (edizioni Latitudine 42) ispirata alla prosa di William Hope Hodgson, autore di cui illustrerà anche le copertine di Creature dal Mare Profondo e Naufragio nell'Ignoto entrambi per la Magenes Editoriale. Sempre con Massimo Perissinotto ha scritto e disegnato le avventure di Klaus & Elmer, serie umoristica pubblicata su Frigidaire / Il Nuovo Male, Resistenze (Becco Giallo) e Sherwood Comix (NPE). 
Attualmente è grafico e curatore editoriale della casa editrice Latitudine 42 / In Your Face Comix per la quale segue il fumetto indipendente italiano e il settore manga, per quest'ultimo ha ideato la collane Kaiki Manga e Hideshi Hino Horror Collection molto apprezzate dai lettori, anche da chi non segue abitualmente i manga. 
Dal 2023, sul mensile Anime Cult edito da Sprea Editori, pubblica una serie di articoli, interviste e saggi sul mondo dell'animazione giapponese.  

## Opere principali
- 1996 - Go Nagai una genesi demoniaca (saggio, con AAVV) Akromedia Edizioni
- 1997 - Godzilla il re dei mostri (saggio, con Alberto Corradi) Musa Edizioni
- 1997 - Gli spietati di Takao Saito (saggio) Musa Edizioni
- 1998 - Creature d'Oriente (saggio, con Alberto Corradi) Tarab Edizioni
- 2008 - Ciccio Foca Comix, Edizioni NPE
- 2008 - Serial Toys, Edizioni Ciccio Foca Comix
- 2009 - God Monster a The Cramps Tribute, MM Edizioni
- 2010 - Invasion of the Slag maggots (su Bloke's Tomb of Horror, USA)
- 2011 - Weird Funnies (striscia umoristica su Frigidaire)
- 2013 - Survival (su Bloke's Tomb of Terror, USA)
- 2015 - Cosmic Snake (su Inner Space) Edizioni Latitudine 42 / In Your Face Comix
- 2016 - Klaus ed Elmer (con Massimo Perissinotto su Frigidaire e Il Nuovo Male)
- 2020 - Schedario Alieno (su Linus)
- 2021 - Darshal (su testi di Cristiano Zentilini) webcomic per il Numero Verde Antitratta
- 2021 - Fungus! The Island of Terror (su testi di Massimo Perissinotto) Edizioni Latitudine 42 / In Your Face Comix
- 2022 - Invasion1952-2022 da Urania a Venezia (saggio illustrato) Fondazione Arnoldo Mondadori Editore
- 2022 - Darshal (su testi di Cristiano Zentilini) Rivista Soste n. 1 del Numero Verde Antitratta
- 2022 - Diabolik il Re del Terrore (lettering e adattamento, disegni di Enzo Facciolo, testi di Angelo Palmas) Astorina
- 2023 - Diabolik il Re del terrore: epilogo (chine e colori copertina, lettering, disegni di Giuseppe Palumbo, testi di Angelo Palmas) Club di Diabolik
- 2023 - L'Aggiusta Galassie (su testi di Massimo Perissinotto) Almanacco Frigidaire 2023
- 2023 - Schedario Alieno (collana Lucky 13) Edizioni Latitudine 42 / In Your Face Comix
- 2024 - Nyarlathotep 4084 (fumetto liberamante tratto da un racconto di H.P. Lovecraft) Almanacco Frigidaire 2024